# Chevrolet Serie F
La Serie F è un'autovettura mid-size prodotta dalla Chevrolet dal 1917 al 1922. 

## La Serie F: 1917
La prima serie del modello era dotata di un motore a valvole in testa e quattro cilindri in linea da 2.802 cm³ di cilindrata che sviluppava 24 CV di potenza. La frizione era a cono, mentre i freni erano a nastro sulle ruote posteriori. Il cambio era a tre rapporti e la trazione era posteriore.
Le carrozzerie disponibili erano torpedo quattro porte e roadster due porte. Di questa serie ne furono realizzati 3.493 esemplari.  

## La Serie FA: 1918
Nel 1918 la Serie F fu sostituita dalla Serie FA. Esteticamente i cambiamenti furono pochi. Il motore fu sostituito da un propulsore da 3.671 cm³ e 37 CV. Alla gamma venne aggiunta la versione berlina due porte. Di questa serie ne furono realizzati 11.403 esemplari. 

## La Serie FB: 1919-1922
Nel 1919 il modello fu ridenominato Serie FB. Alla gamma furono aggiunte le versioni berlina quattro porte e coupé due porte, mentre la versione berlina due porte fu tolta dai listini. La meccanica rimase invariata. Nel 1920 la linea fu rivista. Di questa serie ne furono prodotti 74.140 esemplari. 